# IC 5331
IC 5331 је спирална галаксија у сазвјежђу Пегаз која се налази на листи објеката дубоког неба у Индекс каталогу.
Деклинација објекта је + 21° 7' 48" а ректасцензија 23h 33m 24,9s. Привидна величина (магнитуда) објекта IC 5331 износи 14,3 а фотографска магнитуда 15,1. IC 5331 је још познат и под ознакама UGC 12662, MCG 3-60-3, CGCG 455-13, KCPG 585B, PGC 71740.